# Dolné Kočkovce
Dolné Kočkovce je naseljeno mjesto u okrugu Púchov u Trenčínskom kraju u Slovačkoj.

## Stanovništvo
| Godina:     | 1993. | 2003.   | 2013.   | 2023.   |
| ----------- | ----- | ------- | ------- | ------- |
| Broj ljudi: | 1148  | 1190    | 1222    | 1176    |
| Razlika:    |       | +3,65 % | +2,68 % | -3,76 % |

| Godina:     | 2022. | 2023.   |
| ----------- | ----- | ------- |
| Broj ljudi: | 1181  | 1176    |
| Razlika:    |       | -0,42 % |

Prema podacima o broju stanovnika iz 2023. godine naselje je imalo 1176 stanovnika.

## Vanjske poveznice
|  | Zajednički poslužitelj ima još gradiva o temi Dolné Kočkovce |

- Službena stranica naselja (sl.)